# Colonna (araldica)
La colonna in araldica è simbolo di costanza, prudenza e forza. La colonna è stata spesso assunta nello stemma da chi aveva condotto una prolungata resistenza in battaglia.

Colonna d'argento con base e capitello d'oro (stemma della famiglia Colonna
Tre colonne doriche (Levico Terme)
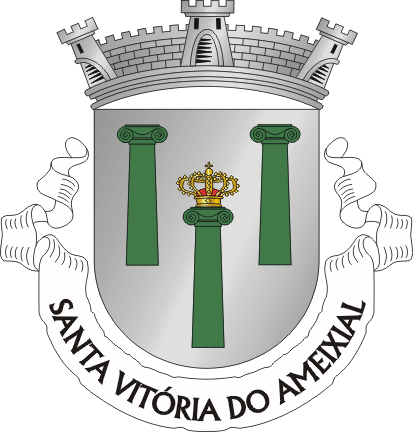
Tre colonne ioniche (freguesia di Santa Vitória do Ameixial, Estremoz, Portogallo)
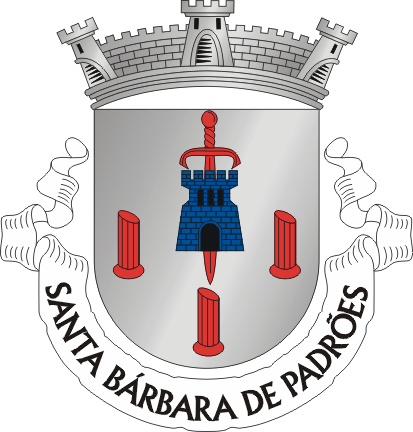
Tre colonne spezzate (freguesia di Santa Bárbara de Padrões, Castro Verde, Portogallo)
Ercole tra le colonne d'Ercole (Cadice, Spagna)
Aquila con le ali caricate da due colonne (Besançon, Francia)
Tre colonne (Hadigny-les-Verrières, Francia)

## Posizione araldica ordinaria
La colonna si rappresenta, di norma, posta in palo.